# Meine Tochter Patricia
Meine Tochter Patricia ist eine österreichische Vater-Tochter-Komödie auf dem Jahre 1959 von Wolfgang Liebeneiner mit Martin Held und Gerlinde Locker in den Hauptrollen. 

## Handlung
Patricia ist die adrette, frische Tochter des alternden Junggesellen Heinz Roland, der im kleinen Städtchen Neuburg eine Apotheke betreibt. Heinz kennt Patricia kaum, denn die 17-Jährige wurde in einem Schweizer Internat großgezogen. Doch der Apotheker, dem sein ruhiges, beschauliches Leben bislang recht gut gefallen hat, wird seine Tochter Patricia bald näher kennenlernen, denn die kesse, aufmüpfige junge Dame ist hochkant aus dem Internat hinausgeworfen worden und reist nun mit ihrer besten Freundin, der Schweizerin Denise, kurzerhand nach Neuburg an. Ebenfalls mit dabei ist ein junger Mann namens Lüthi, der beiden Mädchen an den Lippen hängt. Solange er sich nicht entscheiden kann, wem sein Herz in Zukunft gehören soll, teilen sich ihn die modernen jungen Frauen kurzerhand. Kaum im Hause Roland angekommen, wirbeln die beiden Mädchen das bislang wenig Aufregung bietende Leben des Apothekers gründlich durcheinander. Hatte bislang die attraktive, blonde und etwas kokette Laborantin Trudchen Palmann ganz Rolands Aufmerksamkeit, so beginnt der Herr in den besten Jahren rasch ein Auge auf Patricias fesche Schweizer Freundin zu werfen. Trudchen wiederum versucht nunmehr, den kernigen Lüthi zu umgarnen. 
Dies wiederum passt Denise überhaupt nicht in den Kram, und so mischt sie ein Pülverchen in den Schlaftrunk von Trudchen und ihrer Eroberung Lüthi, um die beiden Schachmatt zu setzen, auf das die Zwei nichts „Dummes“ tun. Die Dosis war jedoch deutlich zu hoch, sodass der ortsansässige Arzt Dr. Hartung herbeieilen muss, um Schlimmeres zu verhindern. Bald macht in Neuburg die Kunde Runde, dass es bei Heinz Roland hoch hergehen müsse, sogar von Orgien ist die Rede! Und so beginnen sich die Dorfspießer gegen den bislang angesehenen Apotheker zusammenzurotten, um ihn zu boykottieren und das vermeintlich „sittenlose Treiben“ schnellstmöglich zu beenden. Der andauernden, weiblichen Verlockungen überdrüssig, entscheidet sich Lüthi endlich dafür, dass fortan nur Patricia sein Herz gehören soll. Beide wollen durchbrennen und heiraten, da werden sie von der handfesten Celia, Denises Mutter, an der Flucht gehindert. Die wiederum findet schließlich Gehör beim Apotheker, denn der musste einsehen, dass Denise zwar sexy und lebhaft, doch letztlich aber wohl zu jung und auf die Dauer zu anstrengend für ihn ist. Denises Kummer hält sich in Grenzen, denn jetzt hat sie durch die anstehende Vermählung ihrer Mutter Celia mit Roland wenigstens einen neuen Vater gewonnen. Auch die Neuburger Bevölkerung söhnt sich mit Heinz Roland aus, zumal in dem Örtchen demnächst gleich zwei Hochzeiten anstehen.

## Produktionsnotizen
Meine Tochter Patricia entstand Anfang 1959 in den Wiener Rosenhügel-Ateliers und wurde am 22. Mai 1959 uraufgeführt. 
Ernest Müller hatte die Produktionsleitung. Die Filmbauten schuf Wolf Witzemann, die Kostüme Hill Reihs-Gromes.

## Kritik
Im Filmdienst heißt es: „Einem Apotheker schneit plötzlich eine erwachsene Tochter samt Freundin und Verehrer ins Haus. Die Unannehmlichkeiten, die er fortan zu bestehen hat, bewegen sich ziemlich hilflos dem Happy-End einer Kleinstadtkomödie entgegen, an der einzig die beiden jungen Mädchen echt und erfreulich wirken.“